# Médréac
Médréac ist eine französische Gemeinde mit 1.845 Einwohnern (Stand 1. Januar 2022) im Département Ille-et-Vilaine in der Region Bretagne; sie gehört administrativ zum Arrondissement Rennes und ist Teil des Kantons Montauban-de-Bretagne. Die Einwohner werden Médréaciens genannt.

## Geographie
Médréac liegt etwa 33 Kilometer nordwestlich von Rennes. Umgeben wird Médréac von den Nachbargemeinden Guitté im Norden und Nordwesten, Plouasne im Nordosten, Saint-Pern im Osten, Landujan im Osten und Südosten, Montauban-de-Bretagne und Saint-M’Hervon im Süden, Quédillac im Südwesten sowie La Chapelle-Blanche im Westen.

## Bevölkerungsentwicklung
| Jahr                      | 1962 | 1968 | 1975 | 1982 | 1990 | 1999 | 2006 | 2013 |
| Einwohner                 | 1654 | 1631 | 1556 | 1512 | 1460 | 1495 | 1758 | 1836 |
| Quelle: Cassini und INSEE |      |      |      |      |      |      |      |      |

## Sehenswürdigkeiten
Siehe auch: Liste der Monuments historiques in Médréac
- Alignements von Lampouy, Megalithen und Menhire
- Kirche Saint-Pierre
- Großkreuze auf dem Friedhof
- Empfangsgebäude des Bahnhofs

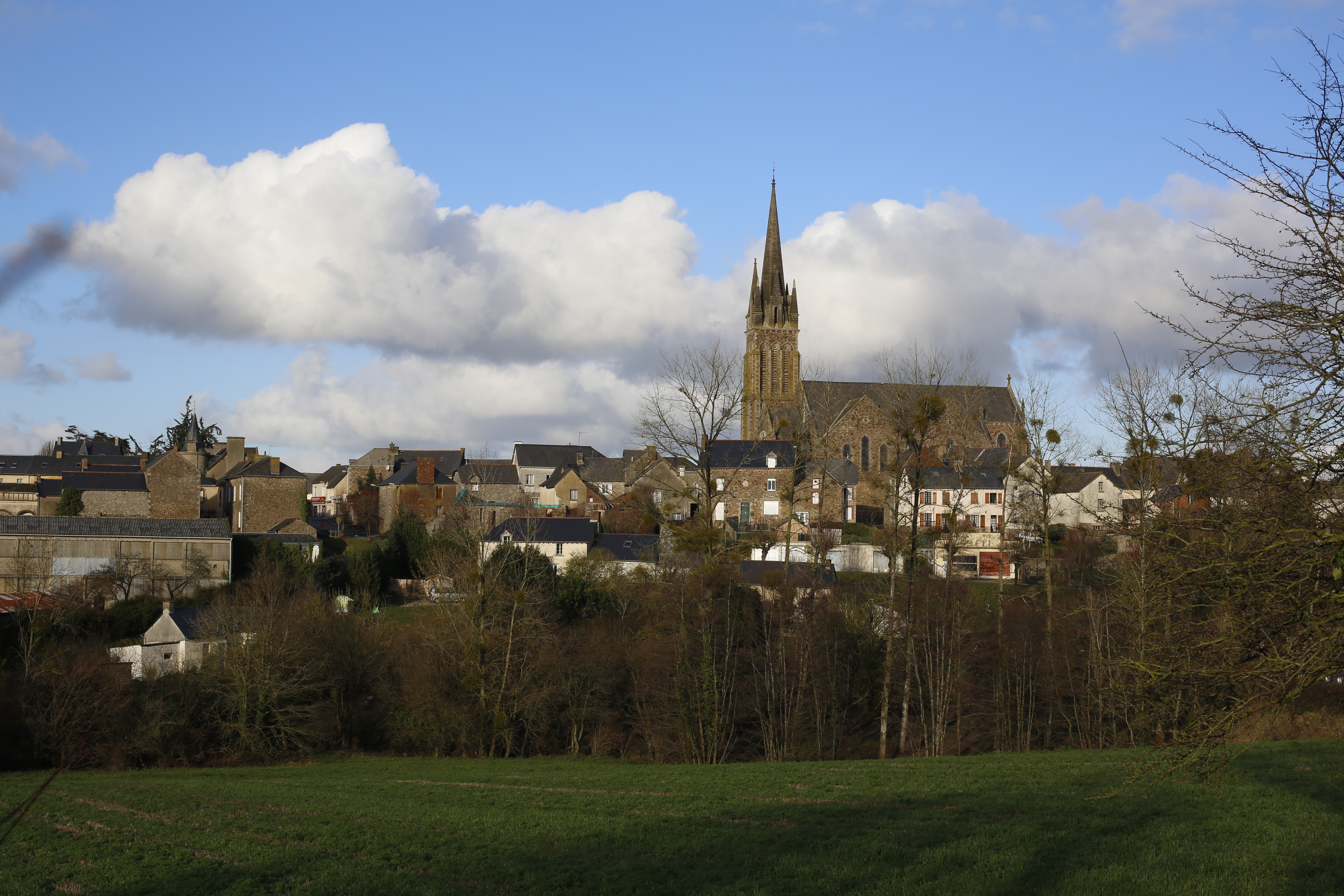
Blick auf Médréac
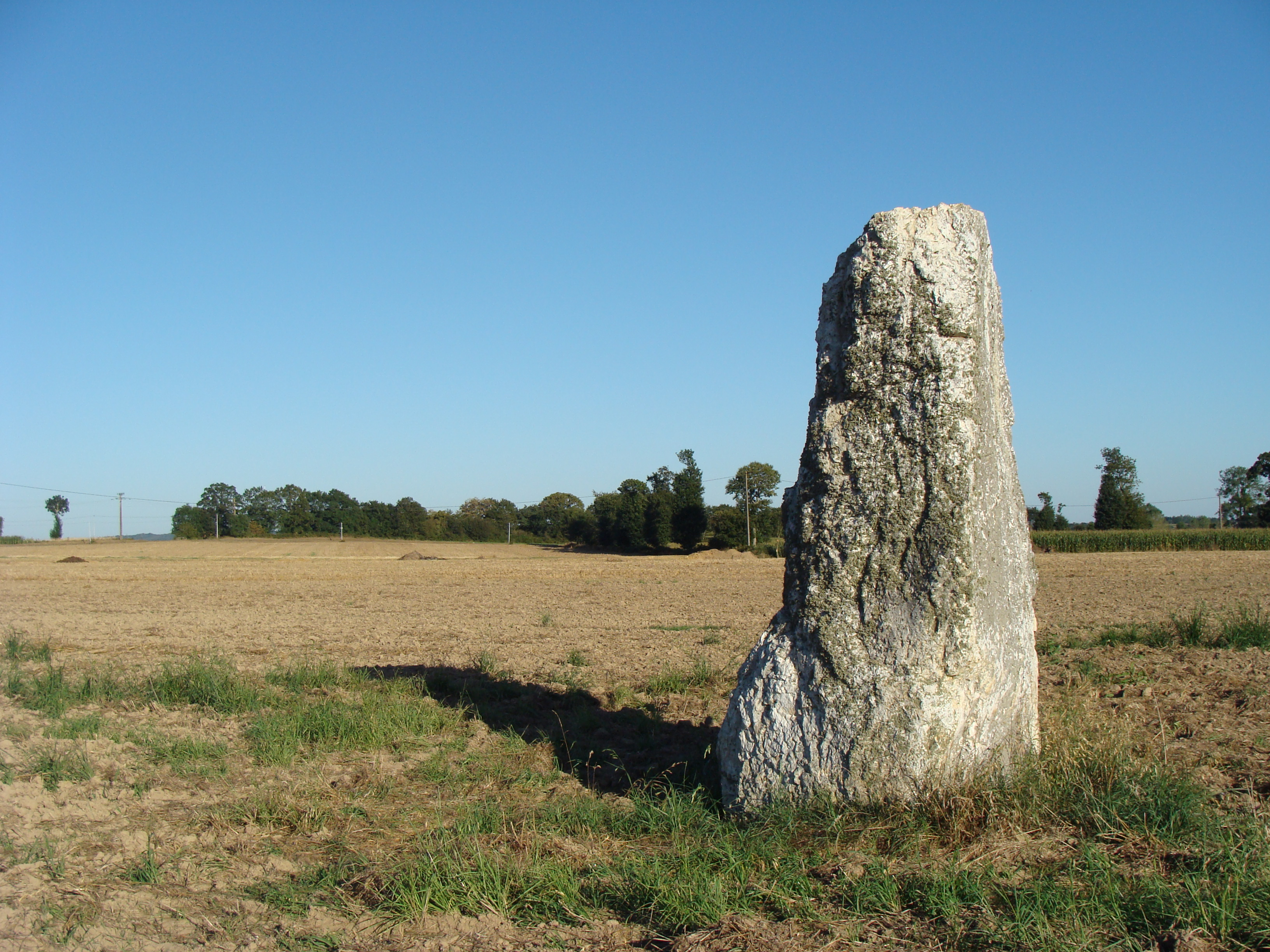
Menhir La Roche Carrée
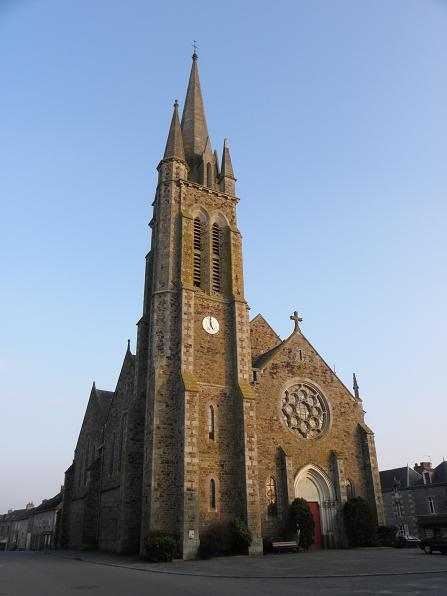
Kirche Saint-Pierre
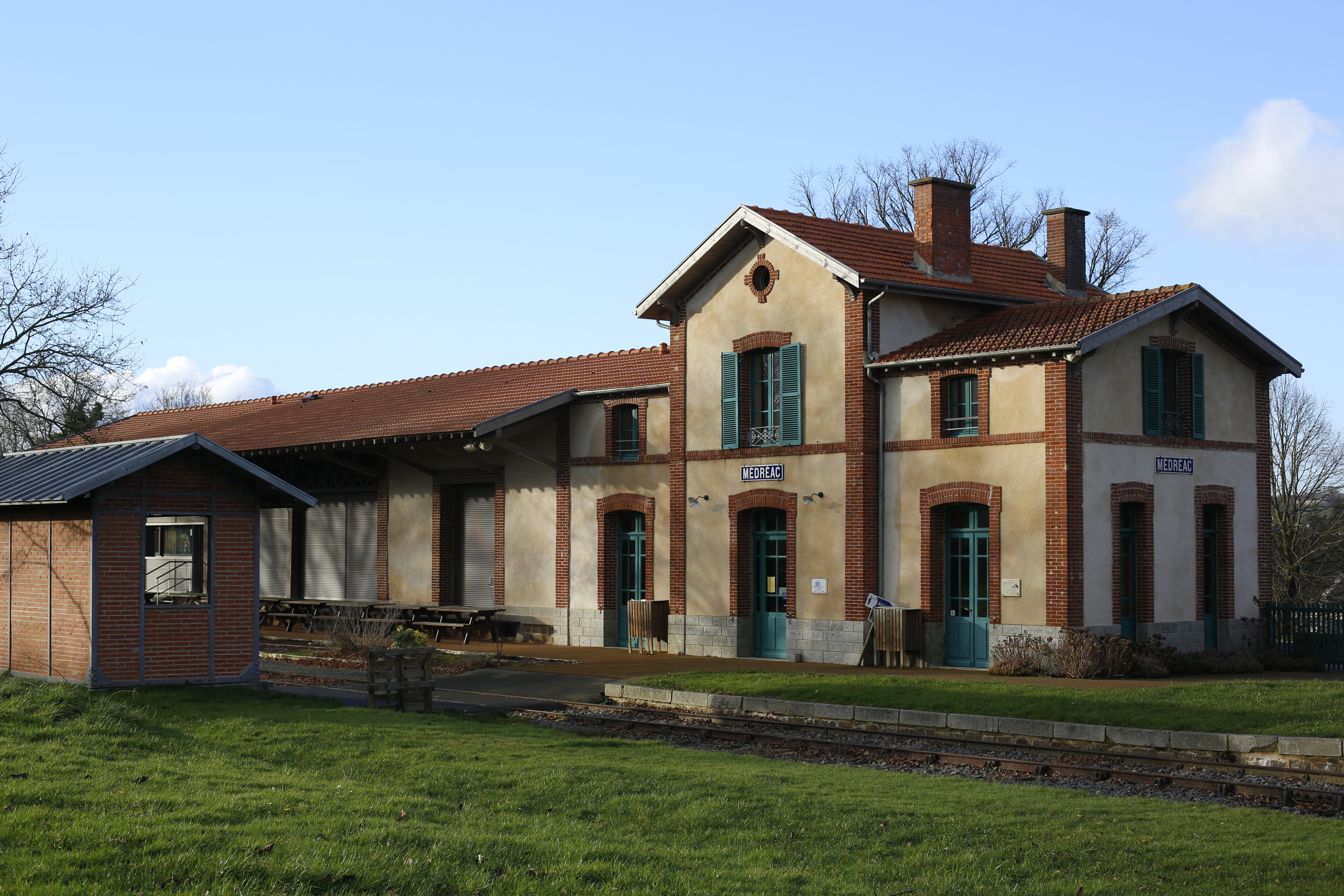
Empfangsgebäude des Bahnhofs